# フィールドゴール (ゲーム)
『フィールドゴール』 (Field Goal) はタイトーから1979年にリリースしたアーケードゲーム。ジャンルはアクションゲームである。『ブロックくずし』アレンジしたゲームだが、アメリカンフットボールをモチーフにしている。

## 登場キャラクター
パドル
パドルコントローラで操作、ボールを跳ね返す。ゲームが進むと短くなる点も『ブロックくずし』と同じだが、型は長方形でなく、隅を丸めた長円形。色は1プレイヤー側がピンク、2プレイヤー側が緑で、得点表示域も同種の色分けがされている。これは『インベーダー』など、当時のタイトーのゲームに共通して見られる特徴である。
ボール
オレンジ色で、フットボールに使われるヤシの実のような型をしている。飛び方自体は通常の『ブロックくずし』と同じ。エキストラを狙えるチャンスになると、ボールがパドルに短時間固着し、ゴールを狙いやすくなる（このアイデアは後年、同社のブロックくずし『アルカノイド』でも使われる）。ただしゴールに入らないと固着時間がどんどん短くなる。
ヘルメット
ゴールの周囲を外側から赤・青・黄色の順に包囲し、ゆっくり進んでいる。ボールを当てると消え、外周より内周の方が得点が高いが、1列全て消すとまた1列補充され、パドルが短くなっていく。
選手
ゲームが暫く進むと、パドルとヘルメットの間に登場。フィールドを動き回り、相手を馬鹿にするような笑い声を出してボールを跳ね返す。色と背番号に何種類かが存在し、ボールが当たるとゴールの点数が増える。時間がたつと消えるが、ボールが頭に当たっても倒れて消える（この場合ゴールの点数は増えない）。
ゴール
フィールドの最上部に位置。選手に当てたり、ゴールにボールを入れるたびにボーナス点が増えていく（ミス後に加算）。ボーナス点が1000点以上になるとボールを打ち返す度に『「エキストラ」⇔ボーナス点』と表示が交互に切り替わる。「エキストラ」と表示されている状態でゴールにボールを入れればBGMが鳴り、エキストラボールが1つ追加される。

## その他
- ゲーム開始時にもBGMが鳴るが、1プレイヤーと2プレイヤーでBGMが異なる。また演奏中はリズムにあわせて得点表示域も点滅する。
- 文字表示はディップ（内部）スイッチの切り替えにより、英語と日本語（カタカナ）の切り替えが出来る。ゲームセンターでの流通時は、ほとんどが英語表示だった。また日本語はゲーム終了時、ゲームオーバーでなく「ゲームガ、オワリマシタ」と出る。
- 当時は『スペースインベーダー』や『スピードレース』と共に、タイトー系のゲームセンターでは最もよく設置されていたゲームだった。
- タイトーは、ブームの終わった『インベーダー』のアーケードゲーム基板が大量に残ったため、ほとんどのゲームがインベーダー基板の流用だったが、このゲームは流用でなく、独自の基板を使用していた。このため『インベーダー』のように動くとキャラの色が変わることはなく、それぞれのキャラに一つの色がついている。

## 関連作品
- サーカス - タイトーからのライセンス生産名は『アクロバット』。三色の障害物をパドル操作で破壊して行き、一列全て無くなるとBGMが鳴り補充される点は、『フィールドゴール』への影響が見られる。
- フリーキック - 1987年に日本システムが開発し、セガ（後のセガ・インタラクティブ）が販売したリメイク作品で、題材となるスポーツがサッカーに変更されている。